# Dehesa del Estero y Montes de Moguer
Dehesa del Estero y Montes de Moguer este o arie protejată (sit de importanță comunitară — SCI) din Spania întinsă pe o suprafață de 2.918,93 ha, integral pe uscat.

## Localizare
Centrul sitului Dehesa del Estero y Montes de Moguer este situat la coordonatele 37°13′03″N 6°50′56″W / 37.2175°N 6.8489°V.

## Înființare
Situl Dehesa del Estero y Montes de Moguer a fost declarat sit de importanță comunitară în ianuarie 2001 pentru a proteja 3 specii de plante și 106 specii de animale.

## Biodiversitate
Situată în ecoregiunea mediteraneană, aria protejată conține 12 habitate naturale: Iazuri temporare mediteraneene, Tufărișuri termo-mediteraneene și de pre-deșert, Galerii de Salix alba și de Populus alba, Dune împădurite cu Pinus pinea și/sau Pinus pinaster, Galerii și tufărișuri riverane sudice (Nerio-Tamaricetea și Securinegion tinctoriae), Mlaștini calcaroase cu Cladium mariscus și specii de Caricion davallianae, Lagune de coastă, Tufărișuri halofile mediteraneene și termo-atlantice (Sarcocornetea fruticosi), Dune cu tufărișuri sclerofile Cisto-Lavenduletalia, Dune fixe decalcificate atlantice (Calluno-Ulicetea), Lacuri și iazuri distrofice naturale, Dune cu vegetație ierboasă Malcolmietalia.
La baza desemnării sitului se află mai multe specii protejate:
- plante (3): Armeria velutina, Micropyropsis tuberosa, Plantago algarbiensis
- păsări (99): uliu porumbar (Accipiter gentilis), lăcar mare (Acrocephalus arundinaceus), pescăruș albastru (Alcedo atthis), rață sulițar (Anas acuta), rață pitică (Anas crecca), rață mare (Anas platyrhynchos), gâscă cenușie (Anser anser), fâsă-de-câmp (Anthus campestris), fâsă de pădure (Anthus spinoletta), stârc cenușiu (Ardea cinerea), stârc roșu (Ardea purpurea), stârc galben (Ardeola ralloides), ciuf de câmp (Asio flammeus), rață-cu-cap-castaniu (Aythya ferina), buha (Bubo bubo), Bubulcus ibis, pasărea ogorului (Burhinus oedicnemus), șorecarul comun (Buteo buteo), ciocârlie-cu-degete-scurte (Calandrella brachydactyla), Calidris alba, fugaci de țărm (Calidris alpina), fugaci mic (Calidris minuta), caprimulg (Caprimulgus europaeus), Caprimulgus ruficollis, Certhia brachydactyla, prundăraș de sărătură (Charadrius alexandrinus),  prundaș gulerat mic (Charadrius dubius), prundaș gulerat mare (Charadrius hiaticula), chirichița cu obraz alb (Chlidonias hybrida), barză albă (Ciconia ciconia), șerpar (Circaetus gallicus), erete de stuf (Circus aeruginosus), erete vânăt (Circus cyaneus), erete cenușiu (Circus pygargus), porumbel gulerat (Columba palumbus), dumbrăveancă (Coracias garrulus), prepeliță (Coturnix coturnix), gușă vânătă (Cyanecula svecica), egretă mică (Egretta garzetta), presură de grădină (Emberiza hortulana), șoim de iarnă (Falco columbarius), șoim călător (Falco peregrinus), șoimul rândunelelor (Falco subbuteo), vânturel roșu (Falco tinnunculus), cinteză (Fringilla coelebs), lișiță (Fulica atra), ciocârlan (Galerida cristata), Galerida theklae, becațină comună (Gallinago gallinago), găinușă de baltă (Gallinula chloropus), acvilă pitică (Hieraaetus pennatus), piciorong (Himantopus himantopus), stârc pitic (Ixobrychus minutus), capîntortură (Jynx torquilla), pescăruș negricios (Larus fuscus), pescăruș râzător (Larus ridibundus), sitar de mâl (Limosa limosa), grelușel-de-zăvoi (Locustella luscinioides), forfecuță gălbuie (Loxia curvirostra), ciocârlie de pădure (Lullula arborea), becațină mică (Lymnocryptes minimus), rață fluierătoare (Mareca penelope), rață pestriță (Mareca strepera), ciocârlie de bărăgan (Melanocorypha calandra), prigoare (Merops apiaster), gaia neagră (Milvus migrans), codobatura galbenă (Motacilla flava), muscar sur (Muscicapa striata), rață cu ciuf (Netta rufina), stârc de noapte (Nycticorax nycticorax), pietrar mediteranean (Oenanthe hispanica), pietrar sur (Oenanthe oenanthe), ciuf-pitic (Otus scops), vultur pescar (Pandion haliaetus), codroșul de pădure (Phoenicurus phoenicurus), ploier auriu (Pluvialis apricaria), corcodel-cu-gât-negru (Podiceps nigricollis), Porphyrio porphyrio porphyrio, cristei de baltă (Rallus aquaticus), ciocântors (Recurvirostra avosetta), pițigoi-pungar (Remiz pendulinus), lăstun de mal (Riparia riparia), mărăcinar (Saxicola rubetra), mărăcinar negru (Saxicola torquatus), sitar de pădure (Scolopax rusticola), Spatula clypeata, turturică (Streptopelia turtur), silvie roșcată (Sylvia cantillans), Sylvia conspicillata, silvie de tufiș (Sylvia undata), corcodel mic (Tachybaptus ruficollis), chiră de mare (Thalasseus sandvicensis), fluierar de mlaștină (Tringa glareola), fluierar cu picioare verzi (Tringa nebularia), fluierarul de zăvoi (Tringa ochropus), fluierarul cu picioare roșii (Tringa totanus), pănțărușul (Troglodytes troglodytes), pupăză (Upupa epops), nagâț (Vanellus vanellus)
- amfibieni (1): Discoglossus galganoi
- mamifere (3): vidră de râu (Lutra lutra), râs iberic (Lynx pardinus), liliacul mic cu potcoavă (Rhinolophus hipposideros)
- pești (1): Squalius palaciosi
- reptile (2): țestoasa de baltă (Emys orbicularis), Mauremys leprosa

Pe lângă speciile protejate, pe teritoriul sitului au mai fost identificate 23 de specii de plante, 74 de specii de păsări, 8 specii de amfibieni, 15 specii de reptile.